# Chuyến bay 831 của Vietnam Airlines
Chuyến bay 831 của Vietnam Airlines, một chiếc Tupolev Tu-134, bị rơi trên cánh đồng lúa gần Làng Semafahkarm, Tambon Khu Khot, Huyện Lâm Luk Ka, Pathum Thani, Thái Lan khi đang thực hiện chuyến bay từ Hà Nội đến Bangkok vào năm 1988. Nguyên nhân của vụ tai nạn vẫn chưa được xác định, tuy nhiên các phi công cho biết máy bay có thể đã bị sét đánh.

## Tai nạn
Chiếc máy bay đi vào vùng bão và bị sét đánh làm máy bay bị phá hủy hoàn toàn, đứt thành ba đoạn. Chiếc máy bay nổ sau khi rơi xuống một cánh đồng cách Sân bay quốc tế Bangkok 6 km.

## Hậu quả
Có 76 người thiệt mạng, trong đó có Bộ trưởng Bộ Y tế Đặng Hồi Xuân. Có 14 người may mắn sống sót trong vụ này trong đó có 1 phi công, 1 nữ tiếp viên và 1 hành khách (Cao Trần Quyết Thắng - cán bộ Ủy ban Khoa học và Kỹ thuật Nhà nước).. Tai nạn này là tai nạn chết người thứ hai vào thời điểm đó ở Thái Lan và là vụ tai nạn chết người đầu tiên của Vietnam Airlines
Sau vụ tai nạn, mã hiệu chuyến bay vẫn được sử dụng. Số hiệu chuyến bay này sau đó được sử dụng cho chặng bay khởi hành từ Sân bay quốc tế Phú Quốc đến Sân bay quốc tế Xiêm Riệp, Campuchia.